# Julma Satu
Julma Satu är det finska hårdrocksbandet Villieläins debutalbum. Det släpptes den 19 augusti 2009 och gick in på plats 27 på den finska listan över mest populära album. 

## Låtlista
1. "Voimat Villieläimen" (Powers of the Wild Animal)
2. "Kaiverrettu Hiekkaan" (Engraved In Sand)
3. "Rakkautta Vai Kuolemaa" (Love or Death)
4. "Voittamaton" (Invincible)
5. "Kuoleman Suudelma" (The Kiss of Death)
6. "Kostonenkeli" (Angel of Revenge)
7. "Veren Silta" (Bridge of Blood)
8. "Kauneimman Lauluni"(My Beautiful Song)
9. "Yön Kuningatar" (The Queen of the Night)
10. "Kuuletko Kutsun" (Can You Hear My Call)
11. "Ihminen Ei Osaa Rakastaa" (Humans Don't Know How To Love)